# Mitrodetus dimidiatus
Mitrodetus dimidiatus is een vliegensoort uit de familie Mydidae. De wetenschappelijke naam van de soort is, geplaatst in het geslacht Cephalocera, voor het eerst geldig gepubliceerd in 1865 door Philippi.
De soort komt voor in Chili.